# 藤本芳則
藤本 芳則（ふじもと よしのり、1952年 - ）は、日本児童文学研究者、大谷大学教授・短期大学部長。大阪府生まれ。大阪教育大学大学院修士課程修了。大谷大学短期大学部助教授、大谷大学短期大学部教授。1992年巖谷小波文芸賞特別賞受賞。1994年『巖谷小波お伽作品目録稿』（編）で日本児童文学学会賞奨励賞受賞。1999年、大藤幹夫・上田信道と同人を務める季刊『児童文学資料研究』で日本児童文学学会賞特別賞受賞。

## 著書
- 『幼年童話論ノート』金壽堂出版 2003
- 『〈小波お伽〉の輪郭 巖谷小波の児童文学』双文社出版 2013

### 共編
- 『巌谷小波お伽作品目録稿』編 私家版、1992
- 『展望日本の幼年童話』大藤幹夫共編 双文社出版 2005